# Zjawiska kapilarne

Zjawisko kapilarne

Zjawiska kapilarne – szereg zjawisk związanych z zachowaniem par i cieczy, a pojawiających się dla wielu obiektów o małym wymiarze charakterystycznym (np. rurki kapilarne, porowate powierzchnie) i silnie zależne od tego wymiaru, przy kącie zwilżania powyżej 90 stopni. W zależności od kąta zwilżania zjawisko może się pojawiać lub zanikać, promień rurki kapilarnej ma wpływ na wysokość podsiąkania.

## Opis fizyczny
W stanie równowagi cieczy w rurce ciężar słupa cieczy jest równoważony przez siły napięcia powierzchniowego.
Siła ciężaru słupa wody w kapilarze o przekroju kołowym:
{\displaystyle Q=mg=V\rho g=\pi r^{2}h\rho g}
Siła napięcia powierzchniowego wody tuż przy ściance:
{\displaystyle F=2\pi \cdot r\sigma }
Powierzchnia wody tuż przy ściance tworzy ze ścianką kąt θ. Pionowa składowa tej siły równoważy siłę ciężaru cieczy, z czego wynika wysokość podciągania kapilarnego:
{\displaystyle h={\frac {2\sigma \cos {\theta }}{\rho gr}},}
gdzie
Q – ciężar słupa wody,
h – wysokość słupa wody,
r – promień kapilary,
ρ – gęstość wody,
V – objętość zajmowana przez wodę,
m – masa wody,
g – przyspieszenie ziemskie,
F – siła napięcia powierzchniowego,
σ – napięcie powierzchniowe,
θ – kąt zwilżania.

## Dla wody
Dla czystej wody kontaktującej się ze szklaną rurką i powietrzem:
σ = 0,0728 J/m² przy 20 °C
θ = 20° (0,35 rad)
ρ = 1000 kg/m³
g = 9,8 m/s²
{\displaystyle h\approx {\frac {1,4\times 10^{-5}\,\mathrm {m} ^{2}}{r}}={\frac {14\,{\text{mm}}^{2}}{r}}.}
W rurze o promieniu 1 m woda podniesie się o 0,014 mm; w rurce o promieniu 1 mm – o 14 mm; natomiast w rurce o promieniu 0,1 mm – o 140 mm.

## Przykłady
- Zmiana wysokości słupa cieczy – w zależności od kąta zwilżania podnoszenie lub obniżanie:

menisk wody w rurce szklanej jest wklęsły (woda dobrze zwilża szkło) i słup cieczy jest podnoszony na wysokość zależną od jej średnicy,
menisk rtęci w rurce szklanej jest wypukły (rtęć nie zwilża szkła) i jest obniżany w porównaniu z powierzchnią cieczy swobodnej,
- Kondensacja i histereza kapilarna – zmiana ciśnienia przy którym para cieczy ulegnie kondensacji lub ciecz odparowuje.
- Przepływ krwi przez naczynia włosowate.
- Przepływ wody w naczyniach roślin – zjawiska kapilarne umożliwiają rośnięcie drzew na wysokość większą niż 10m (bez zjawiska kapilarnego słup wody w naczyniach ulegałby przerwaniu).
- Nasiąkanie tkanin, bibuły, papieru, pieluszek itp. – ciecz utrzymywana jest pomiędzy gęsto umieszczonymi cienkimi włóknami za pomocą sił kapilarnych.

## Kapilarność w hydrogeologii
Pory gruntu tworzą naczynia kapilarne, w których woda podnosi się ponad zwierciadło wody podziemnej. Wysokość podnoszenia zależy bezpośrednio od frakcji gruntu (mniejsze ziarna tworzą kanaliki o mniejszej średnicy). Rozróżniamy kapilarność czynną i bierną.
- Kapilarność czynna to wysokość, na jaką woda podnosi się ponad poziom zwierciadła wody podziemnej przy podsiąkaniu od dołu
- Kapilarność bierna to wysokość, na jakiej woda utrzymuje się ponad poziomem zwierciadła wody podziemnej przy jego obniżeniu. Wówczas powstaje woda zawieszona w strefie aeracji – jest to tzw. „woda kapilarna zawieszona”.